# Leucanopsis falacra
Leucanopsis falacra är en fjärilsart som beskrevs av Paul Dognin 1891. Leucanopsis falacra ingår i släktet Leucanopsis och familjen björnspinnare. Inga underarter finns listade i Catalogue of Life.